# Wanderland
Wanderland é o segundo álbum de estúdio da cantora Kelis, lançado a 17 de outubro de 2001.
Os executivos da Virgin sentiram que o álbum não possuía singles cativantes, por isso o disco não foi editado nos Estados Unidos, apenas Europa, Ásia e América Latina.

## Faixas
Todas as faixas por Pharrell Williams, Chad Hugo e Kelis Rogers, exceto onde anotado
1. "Intro" – 1:11
2. "Young, Fresh n' New" – 4:37
3. "Flash Back" – 3:26
4. "Popular Thug" (com Pusha T dos Clipse) (Williams, Hugo, Terrence Thornton) – 4:13
5. "Daddy" (com Malice dos Clipse) (Williams, Hugo, Gene Thornton) – 3:50
6. "Scared Money" – 4:00
7. "Shooting Stars" – 6:18
8. "Go Away" (Faixa escondida em "Shooting Stars") – 1:35
9. "Digital World" (com Roscoe) (Williams, Hugo, Amir Porter) – 4:25
10. "Perfect Day" (Williams, Hugo, Gwen Stefani, Tony Kanal, Tom Dumont) – 3:56
11. "Easy Come, Easy Go" (Williams, Hugo, Rogers, George Clinton, Jr., Abrim Tilmon, Jr., Bernard Worrell, William Collins, Lorenzo Patterson, Eric Wright, André Young) – 3:33
12. "Junkie" – 2:58
13. "Get Even" (Williams, Hugo) – 4:12
14. "Mr. U.F.O. Man" (com John Ostby) – 4:27
15. "Little Suzie" (Williams, Hugo, Rogers) – 4:24
16. "Star Wars" (Faixa escondida em "Little Suzie") – 3:06
17. "I Don't Care Anymore" (Faixa escondida em "Little Suzie" depois de "Star Wars") – 3:52

- Todas as versões de Wanderland, sem exceção de país, possuem as faixas escondidas.

## Tabelas
| Tabela (2001)   | Posição |
| --------------- | ------- |
| França          | 133     |
| Suíça           | 79      |
| UK Albums Chart | 78      |

## Créditos
- Kelis – Vocal
- Pharrell Williams – Diversos instrumentos
- Chad Hugo – Diversos instrumentos
- Tom Dumont – Guitarra
- Fieldy – Baixo
- Tony Kanal – Baixo
- Adrian Young – Bateria